# Dolní Životice
Dolní Životice är en ort i Tjeckien. Den ligger i den östra delen av landet, 240 km öster om huvudstaden Prag. Dolní Životice ligger 304 meter över havet och antalet invånare är 1 143.
Terrängen runt Dolní Životice är platt norrut, men söderut är den kuperad.Runt Dolní Životice är det ganska tätbefolkat, med 111 invånare per kvadratkilometer. Närmaste större samhälle är Opava, 9,9 km nordost om Dolní Životice. Trakten runt Dolní Životice består till största delen av jordbruksmark.